# Brasilacarus cocaris
Genre
Espèce
Brasilacarus cocaris est une espèce d'acariens parasitiformes de la famille des Opilioacaridae, la seule du genre Brasilacarus.

## Distribution
Cette espèce est endémique d'Amazonas au Brésil.

## Publication originale
- Vázquez, de Araújo & Fazzio Feres, 2015 : Brasilacarus cocaris (Acari: Opilioacaridae), a new genus and species from Amazonia, Brazil. Zootaxa, no 3915 (3), p. 375–389.